# Goliath Toys
Goliath Toys ist die deutsche Tochtergesellschaft des niederländischen Spieleverlags Goliath BV, der Gesellschafts- und Brettspiele herstellt und europaweit vertreibt. Goliath Toys wurde 2007 gegründet, hat den Firmensitz in Dreieich im Landkreis Offenbach in Hessen (vorher in Hohenwestedt) und beschäftigt sieben Mitarbeiter. Der Verlag bietet Strategie- und Aktionsspiele sowie Spielzeug für Kinder und Familien als. Als Firmenlogo dient ein rotes Viereck mit dem Schriftzug des Verlages und einem darin integrierten Würfel. Der Goliath-Verlag vertreibt insgesamt 172 Produkte. Neben der deutschen Niederlassung existieren auch welche in Frankreich, USA und Spanien.

## Geschichte
1980 gründete Adar Golad die Goliath BV in den Niederlanden und gab mit Strategie- und Aktionsspielen die Richtung für den Verlag und seine europäischen Tochterunternehmen unter anderem in Deutschland, Belgien, Spanien und Frankreich vor. Mit dem Spiel Rummikub nahm alles seinen Anfang: Noch vor der Unternehmensgründung entdeckte Adi Golad während eines Urlaubs in Israel dieses Spiel und übernahm die Idee. 1983 wurde Rummikub für den Spielzeugpreis „Spiel des Jahres Niederlande“ nominiert. In Deutschland wird Rummikub von Jumbo Spiele vertrieben. 1989 gewann Goliath mit dem Spiel Triominos die Auszeichnung „Spiel des Jahres Niederlande“. Im September 2007 wurde eine deutsche Tochtergesellschaft gegründet.
Die Etablierung am deutschen Markt erfolgte beispielsweise durch die Aktionsspiele „Schweine Schwarte“, „Käse Kaos“, „Kackel Dackel“ oder das Lernspiel „Gitterrätsel“. An Erwachsene richten sich Spiele wie etwa „Panic Tower!“ oder „Triominos“. Der Verlag verfolgt damit eine Drei-Säulen-Strategie. Die tragende Säule sind Familienspiele wie „Rolit“, „Loopit“, „Time No Time“ oder „Exago“. Diese Spiele gibt es in verschiedenen Versionen für unterschiedliche Altersgruppen. Aktionsspiele für Kinder und Jugendliche wie „Schweine Schwarte“, „Bello Fass“, „Go! Gorilla“, „Fiese Fliegen“, „Käse Kaos“ oder „Kackel Dackel“ haben sich neben den klassischen Goliath-Spielen als zweite Säule etabliert und sind mitunter auch als Partyspiele einsetzbar. Das dritte Standbein bildet sich schließlich aus den klassischen Spielwaren, zum Beispiel „Domino Express“. Hier gibt es verschiedene Möglichkeiten, Welten mit Dominosteinen und mehreren Attraktionen aufzubauen, um sie dann wieder umfallen zu lassen. Der Robo Fish, den Goliath seit 2013 in Deutschland vertreibt, war im September 2013 der Topseller Nr. 1 bei Firmen der Umsatzgröße 0 – 10 Mio. Euro.

## Auszeichnungen
- TOP 10 Spielzeug
  - 2008 Top 10 Award für „Schweine Schwarte“
  - 2008 Nominierung für „Loopit“
  - 2009 Nominierung für „Gitterrätsel“
  - 2010 Nominierung für „Panic Tower“
  - 2010 Nominierung für „Käse Kaos“
  - 2010 Nominierung für „Taximania“
  - 2013 Top 10 Award für „Robo Fish“

- Kinderspiel des Jahres:
  - 2009 „Go! Gorilla“ auf Empfehlungsliste
  - 2010 Nominierung für „Panic Tower“

- Goldenes Schaukelpferd:
  - 2010 Nominierung für „Kackel Dackel“
  - 2010 Nominierung für „Käse Kaos“

- Kinderspieletest des Bundes der Deutschen Katholischen Jugend (BDKJ) Darmstadt:
  - 2010 Gitterrätsel: 1. Platz in der Altersgruppe von acht bis dreizehn Jahren
  - 2010 Panic Tower: 2. Platz in der Altersgruppe von fünf bis neun Jahren
  - 2013 Stille Post Extrem: 2. Platz in der Altersgruppe von acht bis dreizehn Jahren